# 오사키정 (도쿄부)
오사키정(일본어: 大崎町)은 도쿄부 에바라군에 일찍이 존재했던 정이다. 현재의 도쿄도 시나가와구 북부에 해당한다.

## 역사
- 1889년 5월 1일 - 정촌제 시행에 수반해 에바라군 오사키촌이 성립하였다.
- 1908년 8월 1일 - 오사키촌이 정으로 승격해 오사키정이 되었다.
- 1932년 10월 1일 - 에바라군 전체가 도쿄시에 편입되어, 오사키정 지역은 시나가와구의 일부가 되었다.
- 1947년 3월 15일 - 에바라구와 합병해, 새로운 시나가와구가 신설되었다.

## 인구
- 1920년　 34,837
- 1925년　 48,476
- 1930년　 53,780

## 교통

### 철도
- 일본국유철도 (→ 현 JR동일본)
  - 야마노테선
- 메구로카마타 전철
  - 다마가와선
- 이케카미 전기철도
  - 이케카미선
- 도쿄도 전차
  - 메구로선
  - 고탄다선

## 참고문헌
- 黒田壽太郎 『荏原名勝』 翠紅園、1924年10月発行
- 東京市臨時市域擴張部 『荏原郡大崎町現状調査』 1931年
- 大崎町 『大崎町誌：市郡合併記念』 1932年
- 小林編纂部 實測『東京府荏原郡大崎町全圖番地界入』1930年3月